# Фил Џексон
Фил Џексон (Дир Лоџ, 17. септембар 1945) бивши је амерички кошаркаш, кошаркашки тренер и функционер.
И поред одличне играчке каријере коју је имао, освојивши и две титуле НБА шампиона, познатији је као кошаркашки тренер. Са два тима у НБА лиги освојио је 11 титула шампиона НБА лиге, шест са Булсима и пет са Лејкерсима. По броју титула као тренер је рекордер НБА лиге, али и по укупном броју титула рачунајући и две које је освојио као играч. Такође држи и рекорд победа у процентима док је био тренер са 70,4%. На 50-годишњицу НБА лиге 1996. године проглашен је за једног од најбољих 10 тренера у историји НБА лиге, а највећи број титула је освојио тек након тога.
Од 2014. до 2017. обављао је функцију генералног менаџера Њујорк никса.

## Кошаркашка каријера
Џексон је похађао школу у Вилистону у Северној Дакоти, где је играо и кошарку. Много година касније, ова школа ће направити спортски комплекс који ће назвати по Филу Џексону. Тада је био примећен од касније НБА тренера Билија Фича који ће га довести на колеџ Северна Дакота. Током своје колеџ каријере бележио је просечно 19,9 поена по утакмици.

### НБА каријера
На драфту 1967. године, Џексон је био изабран као 17. пик од стране Њујорк никса, за који ће одиграти пуних 10 сезона. При крају играчке каријере две сезоне је играо у суседном Њу Џерсију. Током своје НБА каријере играо је просечно 17,6 минута и бележио 6,7 поена по утакмици. Играјући са Вилијем Ридом о Волтом Фрејзером у Њујорку, успео је да дође и до две шампионске титуле 1970. и 1973. године. Након тога неколико водећих играча је завршило са каријером што је Филу омогућило да буде у стартној постави. У сезони 1974/75 заједно Бобом Дендриџом предводио је целу НБА лигу по броју направљених фаулова од 330. Задње две сезоне своје играчке каријере провео је са друге стране реке Хадсон у тиму Њу Џерсија.

## Тренерска каријера
По престанку играчке одмах је започео тренерску каријеру. У почетку је тренирао углавном мање клубове у нижим лигама у САД и Порторику. Предводио је екипу Албани Патронс до титуле у ЦБА лиги. Ипак, трудио се да тражи ангажман у НБА лиги, што ће му поћи за руком већ 1987. године.

### Чикаго булси
1987. године Џексон постаје асистент Дагу Колинсу у Чикаго булсима. Чикаго тих година је предвођен младим Мајкл Џорданом био одличан тим али никако нису успевали да дођу до значајнијег учинка у плеј-офу. Међутим, 1989. године Фил постаје први тренер Чикага и ситуација полако почиње да се мења. Тих година Џексон се дружио са Тексом Винтером, који је био идејни творац напада у троуглу. Ова врста напада ће постати основна идеја и Џексона у свим клубовима у којима је био тренер, и који ће му донети пуно успеха. Џексон ће са Булсима бити редован учесник плеј-офа у наредних 9 сезона. Џордану придружује и веома битног играча у игри Џикага, Скотија Пипена. А трећег играча у том чувеном нападу у троуглу су били многи центри који су постали познати само због тога што су били чланови ове успешне генерације. 1991. године освајају прву титулу и онда понављају успех и у наредне две сезоне. Након тога Џордан се привремено повукао са НБА паркета због смрти свога оца. По повратку одиграо је само пар утакмица у сезони 1994/95. А након тога већ у следећој започињу још један трогодишњи низ освајања НБА шампионата. У сезони 1995/96. Џексон је предводио тим до рекордних 72 победа у регуларном делу сезоне. Костур тима у том новом низу од три титуле поред Џордана и Пипена чинили су и Денис Родман и Тони Кукоч. У наредне две сезоне Чикаго је стигао до титула победама против Јуте коју су у то време предводили Џон Стоктон и Карл Мелоун. Џордан је наравно био МВП свих тих финала. 1998. године Џордан одлучује да поново напусти кошаркашке терене што чини и Фил Џексон.

### Лејкерси
После само једне сезоне паузе Џексон ипак одлучује да се врати тренерском послу, а овога пута у тада веома талентовану екипу Лејкерса. Костур тима чинио је дуо Шекил О'Нил и Коби Брајант, а фил је остатак тима попуњавао играчима који би поново могли да спроведу његово највеће оружје напад у троуглу. Већ у првој сезони успева да доведе Лејкерсе до прве титуле од три у низу. Лејкерси су били неумољиви свих тих година. Једино је Сакраменто 2002. године био близу да их елиминише у финалу Запада, али је Роберт Ори тројком у последњој секунди распршио снове Кингса.
Након тога Шек је напустио тим Лејкерса и више нису важили за највећег конкурента за титулу. Ипак Фил Џексон у сезони 2007/08. доводи Пау Гасола из Мемфиса и опет ствара моћан дуо са Кобијем. Са Лејкерсима осваја још две титуле 2009. и 2010. године. 7. јануара 2007. године стиже до своје 900. победе у НБА лиги, а 25. децембра 2008. године стиже и до своје 1000. победе. Тако постаје тренер који је најбрже дошао до 1000. победе, јер је Пету Рајлију требало 17 утакмица више да дође до толиког броја победа. 3. фебруара 2010. године са 534 победе, постаје рекордер Лејкерса по броју победа као тренер. 2011. године после испадања Лејкерса из плеј-офа од Даласа, одлучује да заврши тренерску каријеру. Било је много наговештаја да би касније могао да настави посао, посебно у тиму где је провео играчку каријеру, Њујорку. Ипак није се предомислио.

### НБА тренерска статистика
|  | означава сезону када осваја НБА титулу |

| Тим           | Година   | У     | ПОБ   | ПОР | УС%  | Пласман               | ПУ  | ППОБ | ППОР | ПУС% | Пласман у плеј-офу       |
| ------------- | -------- | ----- | ----- | --- | ---- | --------------------- | --- | ---- | ---- | ---- | ------------------------ |
| Чикаго        | 1989/90. | 82    | 55    | 27  | .671 | 2. у Централној конф. | 16  | 10   | 6    | .625 | Пораз у финалу конф.     |
| Чикаго        | 1990/91. | 82    | 61    | 21  | .744 | 1. у Централној конф. | 17  | 15   | 2    | .882 | НБА шампион              |
| Чикаго        | 1991/92. | 82    | 67    | 15  | .817 | 1. у Централној конф. | 22  | 15   | 7    | .682 | НБА шампион              |
| Чикаго        | 1992/93. | 82    | 57    | 25  | .695 | 1. у Централној конф. | 19  | 15   | 4    | .789 | НБА шампион              |
| Чикаго        | 1993/94. | 82    | 55    | 27  | .671 | 2. у Централној конф. | 10  | 6    | 4    | .600 | Пораз у полуфиналу конф. |
| Чикаго        | 1994/95. | 82    | 47    | 35  | .573 | 3. у Централној конф. | 10  | 5    | 5    | .500 | Пораз у полуфиналу конф. |
| Чикаго        | 1995/96. | 82    | 72    | 10  | .878 | 1. у Централној конф. | 18  | 15   | 3    | .833 | НБА шампион              |
| Чикаго        | 1996/97. | 82    | 69    | 13  | .841 | 1. у Централној конф. | 19  | 15   | 4    | .789 | НБА шампион              |
| Чикаго        | 1997/98. | 82    | 62    | 20  | .756 | 1. у Централној конф. | 21  | 15   | 6    | .714 | НБА шампион              |
| Л.А. Лејкерси | 1999/00. | 82    | 67    | 15  | .817 | 1. у Пацифик конф.    | 23  | 15   | 8    | .652 | НБА шампион              |
| Л.А. Лејкерси | 2000/01. | 82    | 56    | 26  | .683 | 1. у Пацифик конф.    | 16  | 15   | 1    | .938 | НБА шампион              |
| Л.А. Лејкерси | 2001/02. | 82    | 58    | 24  | .707 | 2. у Пацифик конф.    | 19  | 15   | 4    | .789 | НБА шампион              |
| Л.А. Лејкерси | 2002/03. | 82    | 50    | 32  | .610 | 2. у Пацифик конф.    | 12  | 6    | 6    | .500 | Пораз у полуфиналу конф. |
| Л.А. Лејкерси | 2003/04. | 82    | 56    | 26  | .683 | 1. у Пацифик конф.    | 22  | 13   | 9    | .591 | Пораз у НБА финалу       |
| Л.А. Лејкерси | 2005/06. | 82    | 45    | 37  | .549 | 3. у Пацифик конф.    | 7   | 3    | 4    | .429 | Пораз у првој рунди      |
| Л.А. Лејкерси | 2006/07. | 82    | 42    | 40  | .512 | 2. у Пацифик конф.    | 5   | 1    | 4    | .200 | Пораз у првој рунди      |
| Л.А. Лејкерси | 2007/08. | 82    | 57    | 25  | .695 | 1. у Пацифик конф.    | 21  | 14   | 7    | .667 | Пораз у НБА финалу       |
| Л.А. Лејкерси | 2008/09. | 82    | 65    | 17  | .793 | 1. у Пацифик конф.    | 23  | 16   | 7    | .696 | НБА шампион              |
| Л.А. Лејкерси | 2009/10. | 82    | 57    | 25  | .695 | 1. у Пацифик конф.    | 23  | 16   | 7    | .696 | НБА шампион              |
| Л.А. Лејкерси | 2010/11. | 82    | 57    | 25  | .695 | 1. у Пацифик конф.    | 10  | 4    | 6    | .400 | Пораз у полуфиналу конф. |
| Каријера'     |          | 1,640 | 1,155 | 485 | .704 |                       | 333 | 229  | 104  | .688 |                          |

## Генерални менаџер
С обзиром да нису успели да га доведу као тренира, Никси су успели 2014. године да га приволе да постане генерални менаџер и да своје искуство пренесе млађим тренерима.

## Остало
Први пут се оженио 1967. али се развео већ 1972. године. Други пут се женио 1974. године, али опет развео. Од 1999. године је са Џеном Бус, ћерком власника Лејкерса. 2013. године су се и венчали. Џексон има петоро деце и седморо унучића.
Марта 2011. лекари су констатовали да има рак простате, а операцију је одложио после окончања плеј-офа те сезоне.